# Montague John Druitt
Montague John Druitt (Wimborne Minster, 1857. augusztus 15. – 1888. december) egyike volt a Hasfelmetsző Jack-gyilkosságok gyanúsítottjainak, amelyek 1888. augusztus és november között zajlottak Londonban.
Druitt a felső-középosztályból származott, a Winchesteri főiskolán és az Oxfordi Egyetemen tanult, majd igazgatóhelyettes lett egy bentlakásos iskolában, emellett jogi pályára is készült, 1885-ben végzett ügyvédként. Munkája mellett a krikett érdekelte, amelyet korának legjobb játékosaival is játszhatott, köztük George Harrist és Francis Lacey-t.
1888 novemberében tisztázatlan okok miatt elvesztette iskolai állását. Egy hónappal később pedig a Temzébe fulladva találtak rá holttestére. Halálát öngyilkosságként zárták le, ami nagyjából egy időbe esett a Hasfelmetsző-gyilkosságok végével. Az 1890-es években felmerült gyanú, hogy elkövethette a gyilkosságokat, az 1960-as években vált nyilvánossá, és vezetett olyan könyvek megjelenéséhez, amelyekben gyanúsítottként szerepelt. Az ellene szóló bizonyítékok közvetettek voltak, számos író az 1970-es évektől elutasította őt, mint valószínű gyanúsítottat.